# Bitola larga no Brasil
A bitola larga do Brasil é a largura determinada pela distância entre as faces interiores das cabeças de dois trilhos em uma ferrovia, adotada como sendo de 1.600 mm pelo Plano Nacional de Viação. Tal bitola (também chamada de bitola irlandesa por ser originária do sistema ferroviário irlandês) é aplicada amplamente em São Paulo, Rio de Janeiro e Minas Gerais, além de ser oficialmente a bitola das ferrovias construídas recentemente no Brasil, como a Ferronorte, Estrada de Ferro Carajás, Transnordestina, FIOL, FICO e Ferrovia Norte-Sul.
A bitola larga no Brasil representa pouco mais de 4.050 km de trilhos, contra 23.489 km em bitola métrica e 202,4 km em bitola padrão. Existem também 336 km em bitola mista, isto é compartilhando as bitolas métrica e irlandesa.

## Comparações

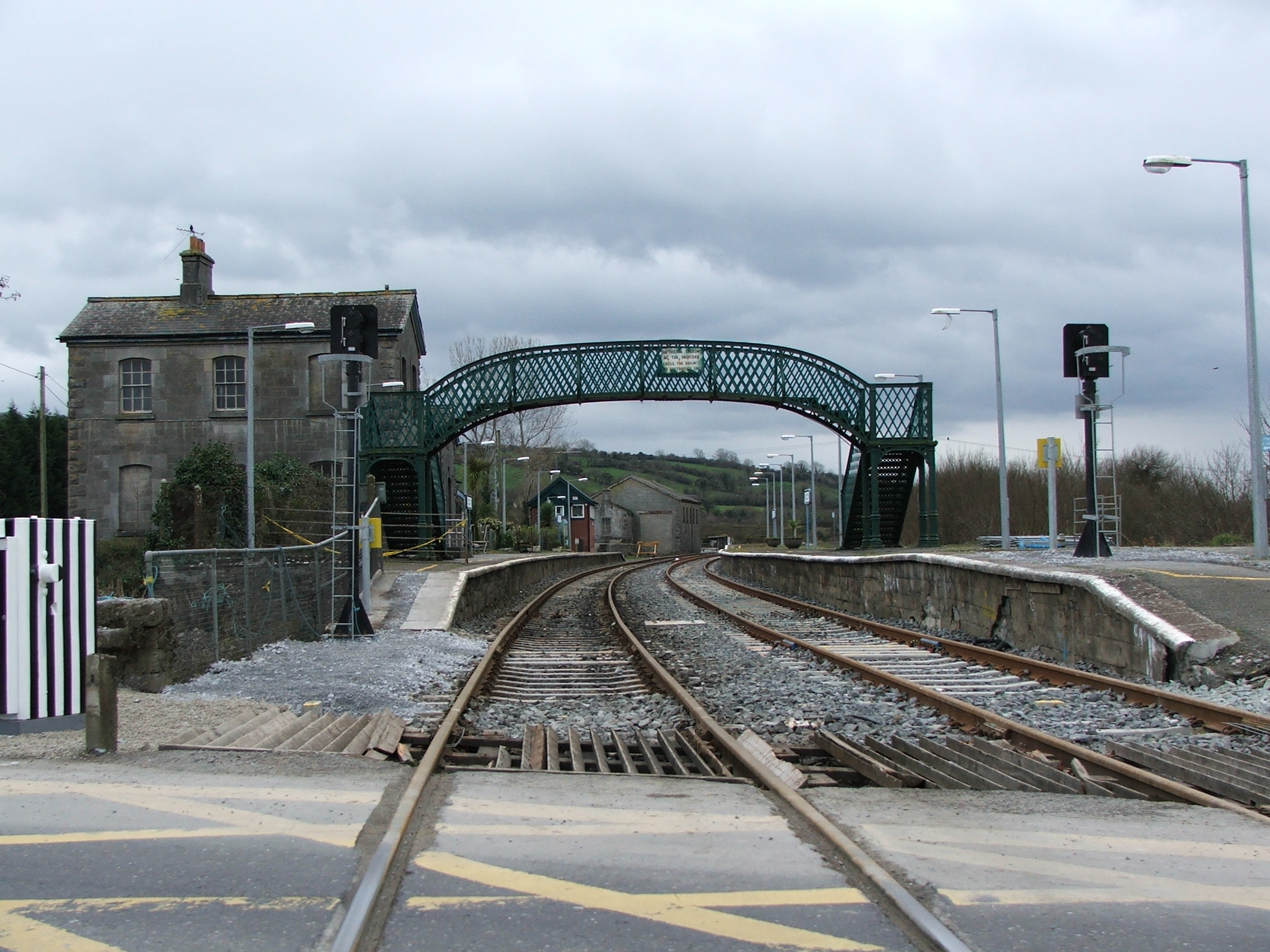
Trilhos de 1.600 mm em Farranfore, Irlanda.

Comparações com bitolas mais estreitas (1.435 mm e 1.000 mm)
Vantagens:
- Maior capacidade de tráfego.
- Maior velocidade e estabilidade.
- Conversão de material de tração importado de qualquer potência.

Desvantagens:
- Curvas de maior raio.
- Maior largura em aterros, cortes, terraplenos e obras de arte.
- Maior consumo de lastro.
- Maior consumo de dormentes. (volume)
- Maior resistência à tração e a inércia.
- Material rodante sensivelmente mais caro.

Diante de tais comparações, podemos notar que a bitola larga/irlandesa pode ser significativamente mais cara para se implantar do que a bitola métrica.
A vantagem da bitola irlandesa no quesito "capacidade de tráfego" ainda pode ser bem discutível pois, por exemplo, a Estrada de Ferro Vitória a Minas, em bitola métrica, é atualmente considerada a ferrovia mais eficiente do Brasil.
Uma grande desvantagem da bitola métrica é o fato de os motores de tração (motores que movem os eixos da locomotiva de sistema Diesel-elétrico) estarem fisicamente limitados ao espaço entre os trilhos, com um limite a girar em torno dos 500 hp/eixo. Enquanto isso ocorre na bitola métrica, a bitola irlandesa já não possuiria tal limitação, pois poderia usar os mesmos motores de tração da bitola padrão (1.435 mm). Uma maior capacidade de carga (tonelagem) nos vagões, e por conseguinte nos trens, ficaria então limitada aos vagões e ao peso linear dos trilhos.